# Рыбинское сельское поселение (Волгоградская область)
Ры́бинское се́льское посе́ление — муниципальное образование в составе Ольховского района Волгоградской области.
Административный центр — село Рыбинка.

## История
Рыбинское сельское поселение образовано 24 декабря 2004 года в соответствии с Законом Волгоградской области № 978-ОД.

## Население
| 2010 | 2012 | 2013 | 2014 | 2015 | 2016 | 2017 |
| ---- | ---- | ---- | ---- | ---- | ---- | ---- |
| 700  | ↘693 | ↗703 | ↗725 | ↘708 | ↘706 | ↘701 |
| 2018 | 2019 | 2020 | 2021 |      |      |      |
| ↘689 | ↘670 | ↘650 | ↘639 |      |      |      |

## Состав сельского поселения
| № | Населённый пункт | Тип населённого пункта       | Население |
| - | ---------------- | ---------------------------- | --------- |
| 1 | Рыбинка          | село, административный центр | ↘639      |